# Baie du Tombeau
Baie du Tombeau – miasto na Mauritiusie, w dystrykcie Pamplemousses. Według danych szacunkowych na rok 2007 liczy 13 485 mieszkańców.